# Área pré-óptica
A área pré-óptica é uma região do hipotálamo. O Medical Subject Headings classifica-a como parte do hipotálamo anterior. O Terminologia Anatomica lista quatro núcleos nesta região (medial, mediano, lateral e periventricular).

## Funções
A área pré-óptica é responsável pela termorregulação e recebe estimulação nervosa de termorreceptores na pele, nas membranas mucosas e no próprio hipotálamo.

## Núcleos

### Núcleo pré-óptico mediano
O núcleo pré-óptico mediano está localizado ao longo da linha média em uma posição significativamente dorsal aos outros três núcleos pré-ópticos, pelo menos no cérebro do macaco comedor de caranguejo. Ele envolve as superfícies superior (dorsal), frontal e inferior (ventral) da comissura anterior.
O núcleo pré-óptico mediano gera a sede. Beber diminui a liberação de noradrenalina no núcleo pré-óptico mediano.

### Núcleo pré-óptico medial
O núcleo pré-óptico medial é delimitado lateralmente pelo núcleo pré-óptico lateral e medialmente pelo núcleo pré-óptico periventricular. Ele libera o hormônio liberador de gonadotropina (GnRH), controla a cópula nos machos e é maior nos machos do que nas fêmeas.

#### Comportamento parental
A área pré-óptica medial (mPOA) tem sido implicada no cuidado parental em homens e mulheres. Em ratos, a ocitocina e a vasopressina estão associadas à manutenção do cuidado materno por meio da liberação local no mPOA e no núcleo do leito adjacente da estria terminal (BNST). A ligação do receptor V1a de ocitocina e vasopressina está aumentada tanto no mPOA quanto no BNST em ratazanas lactantes quando comparadas aos controles. O mPOA também possui uma alta densidade de receptores de estradiol que, quando ativados, podem fazer com que um rato macho apresente comportamentos do tipo maternal. Além disso, o mPOA é crítico para o início e a expressão do comportamento parental, conforme evidenciado pelos aumentos no gene c-fos precoce imediato, em ratos mães ou pais experientes quando comparados aos controles. Também em pais, estudos mostraram que quando eles recebem sinais ultrassônicos ou de feromônio de seus companheiros, sua expressão de c-fos no mPOA aumenta ainda mais, sugerindo que o comportamento paterno do rato é mediado pelo mPOA, mas ativado por interações diretas com um companheiro. Grandes lesões do mPOA interrompem o início do comportamento materno, a construção do ninho e a recuperação dos filhotes, sendo as projeções laterais especialmente críticas.

#### Comportamento sexual
O mPOA é sexualmente dimórfico, ou seja, difere em função entre machos e fêmeas. Nas mulheres, estudos examinaram a influência do mPOA nos comportamentos pré-copulatórios e apetitivos. Os comportamentos pré-copulatórios envolvem várias áreas do cérebro, incluindo o mPOA, bem como a amígdala medial (MA) e o BNST. Estudos usando hamsters sírios fêmeas mostraram que o mPOA é importante para a preferência do odor sexual. Enquanto as fêmeas de controle investigaram os odores masculinos mais do que os odores femininos, aquelas com lesões bilaterais no mPOA (MPOA-X) não mostraram diferença na preferência de odor, mas a marcação vaginal e a lordose permaneceram inalteradas.  Comportamentos apetitivos de ratazanas – incluindo pulos e solicitações – foram associados à transmissão de dopamina (DA) no mPOA. Como o ácido ascórbico (vitamina C) aumenta a transmissão de DA nas vias mesolímbica e nigroestriatal, foi demonstrado que infusões de ácido ascórbico no mPOA aumentam os comportamentos apetitivos em comparação aos controles.
Em ratos machos, o mPOA afeta a fase consumatória do comportamento sexual e, possivelmente, a motivação, com lesões que causam perda completa dos comportamentos copulatórios. Por outro lado, a estimulação elétrica dessa área desencadeia o comportamento copulatório masculino, medido pela diminuição da latência para ejacular. Além disso, a testosterona implantada no mPOA de machos castrados restaura completamente o acasalamento, desde que a aromatase não seja inibida.